# Ion Iliescu
Ion Iliescu (Oltenița, 1930. március 3. – Bukarest, 2025. augusztus 5.) román politikus és államférfi. Az első, a nép által demokratikusan megválasztott elnök volt Romániában 1990 és 1996, majd 2000 és 2004 között. 1996-tól 2000-ig és 2004-től 2008-as nyugdíjazásáig a Szociáldemokrata Párt (PSD) szenátora, amelynek tiszteletbeli elnöke maradt.
1953-ban csatlakozott a kommunista párthoz, majd 1965-ben a Központi Bizottság tagja lett, bár 1971-től Nicolae Ceaușescu fokozatosan háttérbe szorította. Vezető szerepet töltött be a romániai forradalomban. 1990-ben megválasztották a kommunizmus utáni első elnöknek. Miután az új alkotmányt 1991-ben népszavazáson jóváhagyták, további két ciklusban szolgált mint elnök, 1992 és 1996, valamint 2000 és 2004 között, Emil Constantinescu elnökségével megszakítva. Iliescu széles körben elismert, meghatározó alakja a forradalom utáni 15 év politikájának. Elnökségének idején a román politika stabilizálódott, és Románia csatlakozott a NATO-hoz.

## Élete
Az iskolát Oltenițában kezdte, majd Bukarestben folytatta. Gépészmérnöknek tanult a bukaresti Műszaki Egyetemen és Moszkvában. 1948-ban társalapítója volt a a román Diákszövetségnek.
1951-ben vette feleségül Nina Șerbănescut.
Iliescu először a vízművekben dolgozott, majd kutatómérnök volt a kohászatban.
2025-ben hunyt el tüdőrák következtében.

## Fordítás
- Ez a szócikk részben vagy egészben  az   Ion Iliescu című angol Wikipédia-szócikk fordításán alapul.  Az eredeti cikk szerkesztőit annak laptörténete sorolja fel. Ez a jelzés csupán a megfogalmazás eredetét és a szerzői jogokat jelzi, nem szolgál a cikkben szereplő információk forrásmegjelöléseként.